# Departamento Junín (San Luis)
Das Departamento Junín liegt im Nordosten der Provinz San Luis im westlichen Zentrum Argentiniens und ist eine von 9 Verwaltungseinheiten der Provinz. 
Es grenzt im Norden und Osten an die Provinz Córdoba, im Süden an die Departamentos Chacabuco und Libertador General San Martín und im Westen an das Departamento Ayacucho. 
Die Hauptstadt des Departamento Junín ist Santa Rosa de Conlara.
Koordinaten: 32° 18′ S, 65° 18′ W